# Theo-Ben Gurirab
Theo-Ben Gurirab (Usakos, 23 januari 1938 – Windhoek, 14 juli 2018) was de voorzitter van het Namibische parlement. Hij was na Hage Geingob de tweede premier van Namibië. Hij werd benoemd op 27 augustus 2002 en werd op 21 maart 2005 afgelost door Nahas Angula.
Vanaf de onafhankelijkheid van Namibië in 1990 tot aan zijn benoeming als premier was hij minister van Buitenlandse Zaken. Tijdens de onafhankelijkheidsstrijd vervulde hij een leidende rol in de SWAPO-partij.
Gurirab behaalde een lesgeefbevoegdheid in 1960 aan het Augustineum Training College in Okahandja. Hij studeerde vervolgens politicologie aan de Temple University in Pennsylvania (BA in 1969), en behaalde daar een Master of Artsgraad in internationale betrekkingen in 1971. De Universiteit van Namibië verleende Gurirab een eredoctoraat rechten voor zijn staat van dienst als minister van Buitenlandse Zaken.
Gurirab was van 1999 tot 2000 voorzitter van de Algemene Vergadering van de Verenigde Naties.
Hij overleed op 80-jarige leeftijd in een ziekenhuis in Windhoek. Gurirab is begraven op de erebegraafplaats Heroes' Acre.